# Очистка грунтов
Очистка грунтов от загрязнений — комплекс мероприятий, направленных на удаление, локализацию или разрушение загрязняющих компонентов грунтов с целью их экологической реабилитации (восстановления) .
Учитывая огромное многообразие загрязнителей грунтов, а также с учётом широкого разнообразия самих грунтов, невозможно разработать универсальный способ очистки любых грунтов от любых загрязнителей. Поэтому приходится предлагать комплексные технологии очистки грунтов, основанные на сочетании различных способов очистки, применимых к тем или иным условиям.
Эксперты Института проблем нефти и газа СО РАН из Якутска впервые предлагают технологию очистки и восстановления почв, поврежденных разливом дизельного топлива на ТЭЦ-3 в Норильске, с помощью микроорганизмов, собранных непосредственно с места разлива, наработанных в лаборатории и возвращенных обратно в грунт.

## Методы очистки грунтов
Все методы очистки грунтов, согласно В. А. Королёву , можно разделить на три группы: 1) методы удаления (извлечения) загрязнений из грунта; 2) методы локализации загрязнений внутри грунтового массива; 3) методы деструкции загрязнений (подавления токсичности) в массиве.
Методы удаления  загрязнений из грунта предусматривают непосредственное удаление вредных компонентов за счет их извлечения из грунтового массива, его очистки тем или иным способом. При этом изъятые из массива загрязнители подлежат дальнейшей утилизации уже вне массива с помощью отдельной технологии. Для этого используются механическое удаление загрязненных грунтов (экскавация), промывка, вакуумирование, экстракция и выщелачивание, электрохимическое и электрокинетическое удаление, биовыщелачивание и др. способы.
Методы локализации  загрязнений внутри грунтового массива основаны на применении и обустройстве различных барьерных технологий: создании механических защитных экранов (барьеров), инъекционных экранов, термолокализации, сорбционных и ионообменных экранов, химической иммобилизации, биосорбционных экранах и др.
Методы деструкции загрязнений (подавления их токсичности в массиве) основаны на механическом разрушении, способах газовой и химической нейтрализации, термодеструкции, дезинфекции, детоксикации, гидролитическом разложении, окислении, микробиологической деструкции (при использовании препаратов с микроорганизмами)  и т. д.